# Săcălaz
Săcălaz (Szakálháza) est une commune du județ de Timiș en Roumanie. 

## Géographie
Săcălaz est composée de trois villages, Beregsău Mare, Beregsău Mic et Săcălaz.